# Sinfonia n. 2 (Honegger)
La  Sinfonia n. 2  per orchestra d’archi e tromba ad libitum è una composizione di Arthur Honegger scritta nel 1941.

## Storia della composizione
Arthur Honegger è ricordato soprattutto come membro del “Gruppo dei Sei” assieme a Georges Auric, Louis Durey, Darius Milhaud, Francis Poulenc e Germaine Tailleferre, tutti giovani compositori particolarmente sensibili alle vicende del loro tempo. Su questa amicizia si era abbattuta nel 1917 la folgore di Parade, balletto realista basato su un testo dello scrittore, poeta e regista cinematografico Jean Cocteau e musicato da Erik Satie; fu un avvenimento memorabile che provocò scandali notevolissimi, analogamente a quanto accadde in occasione del Sacre du printemps di Stravinskij eseguito a Parigi nel 1913. Per i giovani musicisti l’apparizione di Parade aveva dato forma e consistenza a un groviglio di idee non ancora ben definite, tese verso la comune ricerca di un nuovo indirizzo da imprimere alla musica. 
Tuttavia, pur mantenendo sempre uno stretto legame di profonda amicizia e stima con tutti gli altri membri del Gruppo dei Sei, Honegger rivela una personalità nettamente diversa dovuta alle sue origini svizzere e alla propria formazione culturale, strettamente legata al tardo Romanticismo tedesco, sia pur temperato dalla grazia e levità della musica francese. Egli non mostrò alcun interesse per l’ironico accostamento al mondo del circo e del music-hall che tanto affascinava i suoi colleghi del Gruppo, né rivelò una qualche predilezione per le forme brevi ed essenziali della intellettualistica rivolta contro il Romanticismo e “l’espressione”. Al contrario, Honegger ha sempre concepito la musica nei termini di un totale impegno personale; non considerava l’ironia, mentre apprezzava sopra ogni altra cosa il massiccio sviluppo tematico dei sommi maestri sinfonici come Beethoven e Brahms. Riguardo poi il suo accostamento alla musica dei maggiori compositori francesi, Honegger ha mostrato una spiccata attenzione non solo per Maurice Ravel e Gabriel Fauré ma anche verso Claude Debussy, considerato dagli altri musicisti del Gruppo dei Sei come il campione di tutto ciò che essi rifiutavano assolutamente. Honegger ebbe modo di chiarire la sua posizione affermando: «Debussy e Fauré nella mia estetica e nella mia sensibilità sono stati l’utile contrappeso ai classici e a Wagner». 
Dopo la vasta popolarità del movimento sinfonico Pacific 231, Honegger decise di recarsi negli Stati Uniti d’America dove riscosse un ottimo successo, ricevendo nel 1929 la richiesta di comporre una sinfonia in occasione del cinquantesimo anniversario dell’Orchestra Sinfonica di Boston. Tale richiesta gli fornì l’occasione di manifestare il suo proposito di non rompere il proprio legame con lo sviluppo della tradizione musicale sinfonica, pur manifestando il proprio stile assolutamente personale. Così, nella sua Prima Sinfonia, iniziata nel dicembre 1929, portata a compimento nel maggio 1930 ed eseguita per la prima volta a Boston il 13 febbraio 1931 sotto la direzione di Serge Koussevitzky, Honegger scelse una particolare struttura che escludeva il convenzionale movimento in forma di scherzo e che portava alla conclusione del finale in tempo andante tranquillo. Inoltre, all’interno di ciascuno dei tre movimenti vi è la predominanza di un unico tema al quale si aggiungono temi secondari in contrappunto..
Dopo la Prima Sinfonia, undici anni sarebbero trascorsi prima che Honegger ne intraprendesse una seconda; un arco temporale durante il quale si sarebbero verificati in Europa diversi tragici avvenimenti quali l’ascesa al potere di Hitler in Germania, la guerra civile di Spagna, l’invasione della Polonia da parte degli eserciti tedeschi, la sconfitta militare della Francia e l’occupazione di Parigi da parte dei nazisti. Tutti questi avvenimenti destarono nell’animo di Honegger un sentimento di vivo dolore, ben avvertibile nella Seconda Sinfonia, composta nel 1941, che sarebbe divenuta una delle opere più note ed eseguite del compositore svizzero.

## Struttura della composizione
La musica sinfonica di Honegger, osserva Beniamino Dal Fabbro, manifesta quella che si può considerare come la più vera vocazione espressiva del musicista e nella quale egli poté congiuntamente servire il suo gusto architettonico polifonico ispirato al modello di Johann Sebastian Bach e un romanticismo che, partito da Wagner, trovò in César Franck e in Fauré la sua mediazione verso Debussy e la musica francese. Nell’evoluzione dello stile di Honegger si nota un percorso che da intenzioni descrittive ed evocative da lui mai negate lo avrebbe condotto a forme decisamente e puramente strumentali, come nel caso delle sue cinque Sinfonie.
Dal contatto con musicisti tanto diversi dalla sua personalità, Honegger ne aveva tratto occasione per mettere in evidenza di fronte non solo agli altri ma anche a sé stesso la sua particolare educazione e formazione culturale, dovuta al fatto di essere svizzero, di provenire da un’antica famiglia di religione protestante originaria di Zurigo e di aver compiuto in questa città il suo primo ciclo di studi presso una scuola nutrita degli ideali dei grandi sinfonisti austro-tedeschi. Se in alcune partiture giovanili poteva scorgersi il suo sforzo di tenere separati il mondo tedesco da quello francese, in altri lavori di epoca più matura questi due mondi pur così diversi trovano un terreno comune, talvolta molto fecondo. Il musicologo ed editore parigino Henri Prunières aveva notato nel 1921 come in Honegger si fondessero le migliori doti della scuola francese e di quella tedesca, osservando come «la sua musica, che il più delle volte non è tonale, sorge totalmente dal contrappunto. Delle semplici melodie, con inflessioni naturali, si sviluppano le une dalle altre: ogni strumento, nella sua musica da camera, e ogni famiglia di strumenti nelle sue partiture orchestrali, sembrano avere una vita individuale e parlare il loro più naturale linguaggio». L’eclettismo stilistico di Honegger fu l’elemento che gli permise di evitare il rischio rappresentato dalle speculazioni linguistiche distaccate dalla concreta realtà della musica e, al tempo stesso, dalle bizzarre strampalerie che gli altri musicisti del “Gruppo dei Sei” faticavano talvolta a togliersi di dosso. La ricerca da parte di Honegger di contenuti più storicamente impegnati, risolti per mezzo di un linguaggio musicale che prende a modello l’arte artigianale del Seicento-Settecento in una forma saldamente ancorata ai valori costruttivi del contrappunto coniugandola a una chiarezza ed a un razionalismo tutto francese, è ciò che ha permesso alle migliori opere del compositore svizzero di stabilire un contatto con il pubblico in virtù di una forza comunicativa non sempre riscontrabile in altre opere della musica moderna. A proposito delle sue Sinfonie, esse costituiscono, nota Eduardo Rescigno, un “corpus”, qualcosa come un diario intimo della vita di uomo e di artista «in quanto documentano nel modo più felice e compiuto la personalità del compositore, il suo eclettismo, la sua ricerca costante di un linguaggio aggiornato ma nello stesso tempo lineare, la sua ansia di inserirsi in un ampio e sostenuto discorso civile». Se la Prima Sinfonia costituiva la soluzione di un problema di ordine costruttivo, la Seconda è da considerare come l’accorata denuncia di un artista e uomo profondamente civile contro la violenza e la barbarie della guerra hitleriana. Essa fu dedicata all’Orchestra di Basilea ed al suo direttore Paul Sacher.
Per quest’opera, come anche per le altre quattro Sinfonie, Honegger preferì non fare ricorso alla tradizionale suddivisione quadripartita scegliendo quale modello la forma in tre movimenti (Allegro - Adagio - Allegro) propria del primo classicismo. La presenza dell’orchestra d’archi è uno degli elementi caratteristici della Sinfonia, con la sonorità tesa, stravolta e talora allucinata in cui il contrappunto svolge un ruolo di grande forza espressiva, assieme alla ricchezza della tensione timbrica richiamante lo stile di Béla Bartók e di Alban Berg.
Nel primo movimento si ha l’alternanza di due elementi contrastanti, con il Molto moderato iniziale nel quale si nota la melopea vagamente modale della viola solista, che conferisce al linguaggio musicale un tono lento, grave e quasi ecclesiastico, alla maniera di un corale luterano, cui segue un energico e scattante Allegro. Pur nella loro diversità, i due elementi sono strettamente legati dalla lunga, insistente melopea, quasi un recitativo che sembra voler dare veste umana al dolore di Honegger di fronte alle violenze e alla crudeltà della guerra che imperversava in Europa.
Il secondo movimento in tempo Adagio mesto richiama con il suo spirito il modello di alcuni adagi di Bach, per via della sua melodia intensamente lirica che nasce sopra un accompagnamento insistito su formule ripetute che lentamente raggiunge un livello di grande violenza sonora, tale da ricordare a Luigi Rognoni la Suite Lirica di Berg. Anche qui ritroviamo l’espressione musicale dei sentimenti del compositore svizzero, affranto per le sorti dell’amata Parigi e dei suoi abitanti alla mercé degli aguzzini della Gestapo. A proposito del modello di Bach, Honegger tenne a precisare l’importanza che ebbe per lui nella costruzione in termini di musica pura: «Io do una grande importanza all’architettura musicale, che non voglio sacrificare a esigenze di carattere letterario, descrittivo o pittorico … Il mio modello è Bach … ma non mi auguro, come certi anti-impressionisti, un ritorno alla semplicità e spero invece che tutto il materiale armonico creato dalle scuole che ci hanno preceduto si ritrovi, per nuove vie, alla base dei ritmi e delle linee musicali».
Il terzo e ultimo movimento Vivace non troppo - Presto, di cui colpisce il singolare effetto bitonale dell’inizio dovuto alla sovrapposizione della tonalità di re maggiore con quella di fa diesis maggiore,ricorda l’autore di Pacific 231 per via della sua grande vigoria ritmica, che nella parte conclusiva si distende nell’imperioso corale intonato dalla tromba solista all’unisono con i primi violini, nella luminosa tonalità di re maggiore; una visione, conclude Eduardo Rescigno, «che vuole andare oltre il presente, e che si riallaccia all’analogo finale della Sinfonia Liturgica».

## Discografia parziale
Tra i direttori che hanno inserito nel loro repertorio la Seconda Sinfonia di Honegger, un posto a sé spetta a Charles Munch, che il 25 giugno 1942 a Parigi sotto l’occupazione dei nazisti la eseguì in Francia per la prima volta durante la settimana di celebrazione dei cinquant’anni del compositore svizzero. Si conservano almeno quattro registrazioni di Munch della Seconda Sinfonia: con l’Orchestre de la Société des Concerts du Conservatoire de Paris (1942), con la Boston Symphony Orchestra (29 marzo 1953), con l’Orchestre National de la Radio-Télévision Française (1964) e con l’Orchestre de Paris (1967), a dimostrazione di una sua particolare predilezione per quest’opera (Jean - Marie Brohm: Honegger & Milhaud, pag. 10 - RCA GD60685, 1991).
- Baltic Chamber Orchestra, Emmanuel Leducq-Barôme (Rubicon)
- Berliner Philharmoniker, Herbert von Karajan (Deutsche Grammophon)
- Boston Symphony Orchestra, Charles Munch (RCA BMG)
- Ciconia Consort, Dick van Gasteren (Brilliant Classics)
- Czech Philharmonic Orchestra, Serge Baudo (Supraphon)
- L’Orchestre de la Suisse Romande, Ernest Ansermet (Decca)
- Orchestre de Paris, Charles Munch (EMI)
- Orchestre du Capitole de Toulouse, Michel Plasson (EMI)
- Oslo Philharmonic Orchestra, Mariss Jansons (EMI)
- Symphonie-Orchester des Bayerischen Rundfunks, Charles Dutoit (Erato Disques)
- USSR Ministry of Culture Symphony Orchestra, Gennady Rozhdestvensky (Melodiya)
- Württembergisches Kammerorchester, Jörg Faerber (Vox Turnabout)